# Roscoe (Missouri)
Roscoe – wieś w Stanach Zjednoczonych, w stanie Missouri, w hrabstwie St. Clair.